# Lilla Sundsjön (Alingsås socken, Västergötland)
Lilla Sundsjön är en sjö i Alingsås kommun i Västergötland och ingår i Göta älvs huvudavrinningsområde. Sjön ligger delvis i Hjortmarka naturreservat.